# Yoyo Ibarra
Jorge Ramón Ibarra García (Pinar del Río, Cuba, 31 de agosto de 1989), más conocido por su nombre artístico Yoyo Ibarra, es un cantante, compositor, arreglista, realizador audiovisual y diseñador gráfico cubano.

## Biografía
En 1998 ganó el Premio Iberoamericano de Cuento y Poesía La Flauta de Chocolate, auspiciado por la UNICEF y la UNEAC.
Su primer acercamiento a la música lo hizo a través del saxofón y posteriormente se decantó por la guitarra. El maestro Leo Brouwer al escucharlo interpretar uno de sus temas con 11 años le regaló su primera guitarra.
En el 2008, Yoyo ingresa al Instituto Superior de Diseño (ISDi), buscando similitud en una profesión que también ama, Dirección de Cine. En el ISDi se especializó en Comunicación Visual o Diseño Gráfico, especialidad que -según él- le brinda la posibilidad de establecer un nexo con el público al que quiere dirigirse. "El concepto y la idea lo son todo para un diseñador y mis canciones buscan dentro de la sencillez transmitir un mensaje que invita a la reflexión".
Su carrera profesional la inició en el año 2009 con la agrupación de música bailable Javi Santana, con quien logró alcanzar el aval como músico, instrumentista y compositor otorgado por el Instituto Cubano de la Música (ICM). En el 2010 formó parte de la agrupación Shamela, donde incursionó como guitarrista y vocalista.

## Despegue Artístico

### 2013
Yoyo Ibarra lanza su primer álbum discográfico en solitario Se Subasta. En este fonograma bajo el sello discográfico EGREM, el cantautor hace entrega de 12 temas de su autoría que se mueven sobre los géneros del pop y el rock fusionados con la música cubana. A su vez se enmarcan en una proyección conceptual con estética coherente, profundo lirismo y singular composición temática. Se Subasta fue licenciado por SONY MUSIC ESPAÑA. Con el tema I Kiss You se ubica por primera vez entre los 10 artistas más populares de Cuba.

### 2014
Realiza una Gira Nacional para dar a conocer la producción fonográfica y luego, tiene diversas presentaciones como parte de la promoción de este CD en España, Francia, Venezuela, Panamá y Colombia.

### 2015
Lanza su sencillo Olvídame en colaboración con el maestro Manolito Simonet y Su Trabuco, orquesta insigne dentro del panorama musical popular. Este tema, que fusiona la cumbia y la música cubana, lo vuelve a posicionar en el Top 10 de los artistas más populares de la isla, como consecuencia tras ser una de las 5 canciones más radiadas de Cuba ese año.

### 2016
Yoyo Ibarra lanza Candela pa la vela, tema que abre su segundo álbum Tropical bajo el sello EGREM, donde intenta acercarse a diferentes matrices modélicas latinoamericanas como la salsa, la cumbia, la bachata, el bolero, el son y la rumba. La canción, Candela pa la vela, logró ser la más radiada en Cuba en el 2016. Ese mismo año, el tan seguido reality show americano, Keeping Up with the Kardashians, grabó uno de sus capítulos en La Habana e invitó a Yoyo a participar en el programa interpretando su popular tema.  El afamado y polémico productor musical, Kanye West, manifestó su admiración por la producción y composición musical del sencillo interpretado por el artista cubano en el programa.
Sony Music ATV incluyó dentro de su compilatorio de Lo Mejor de la Música Cubana, dos de los temas de este fonograma, Rumba y Candela pa la vela.

### 2017
Yoyo presenta Lo prometido es deuda, tema que lo vuelve a ubicar entre los 10 artistas más populares de la isla, esta vez en su cuarto año consecutivo. En este sencillo el artista pretende fusionar las tendencias más contemporáneas -la música urbana y la electrónica- con sonoridades más tropicales y tradicionales.